# William Hodson

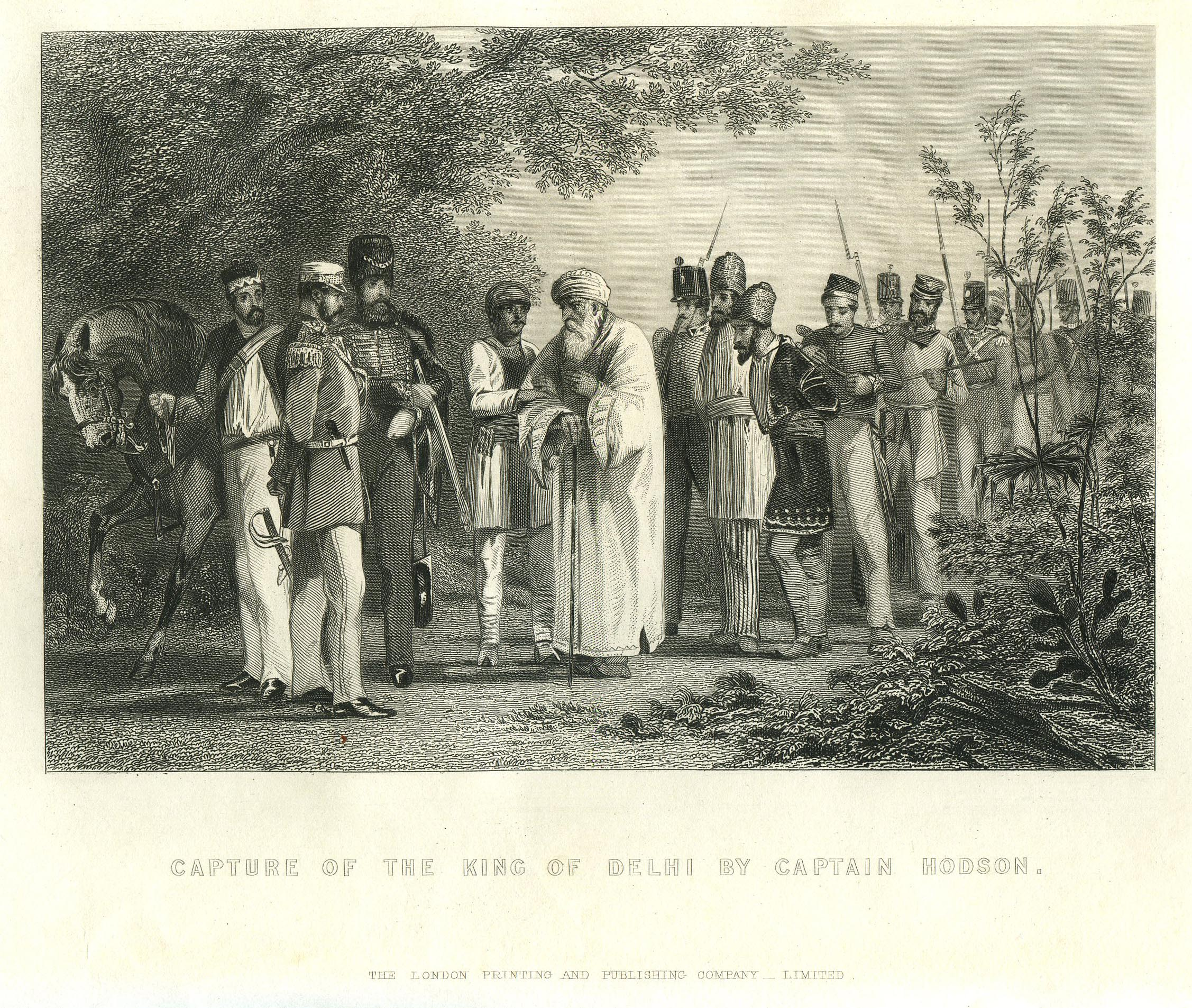
Die Gefangennahme des Großmoguls am 19. September 1857

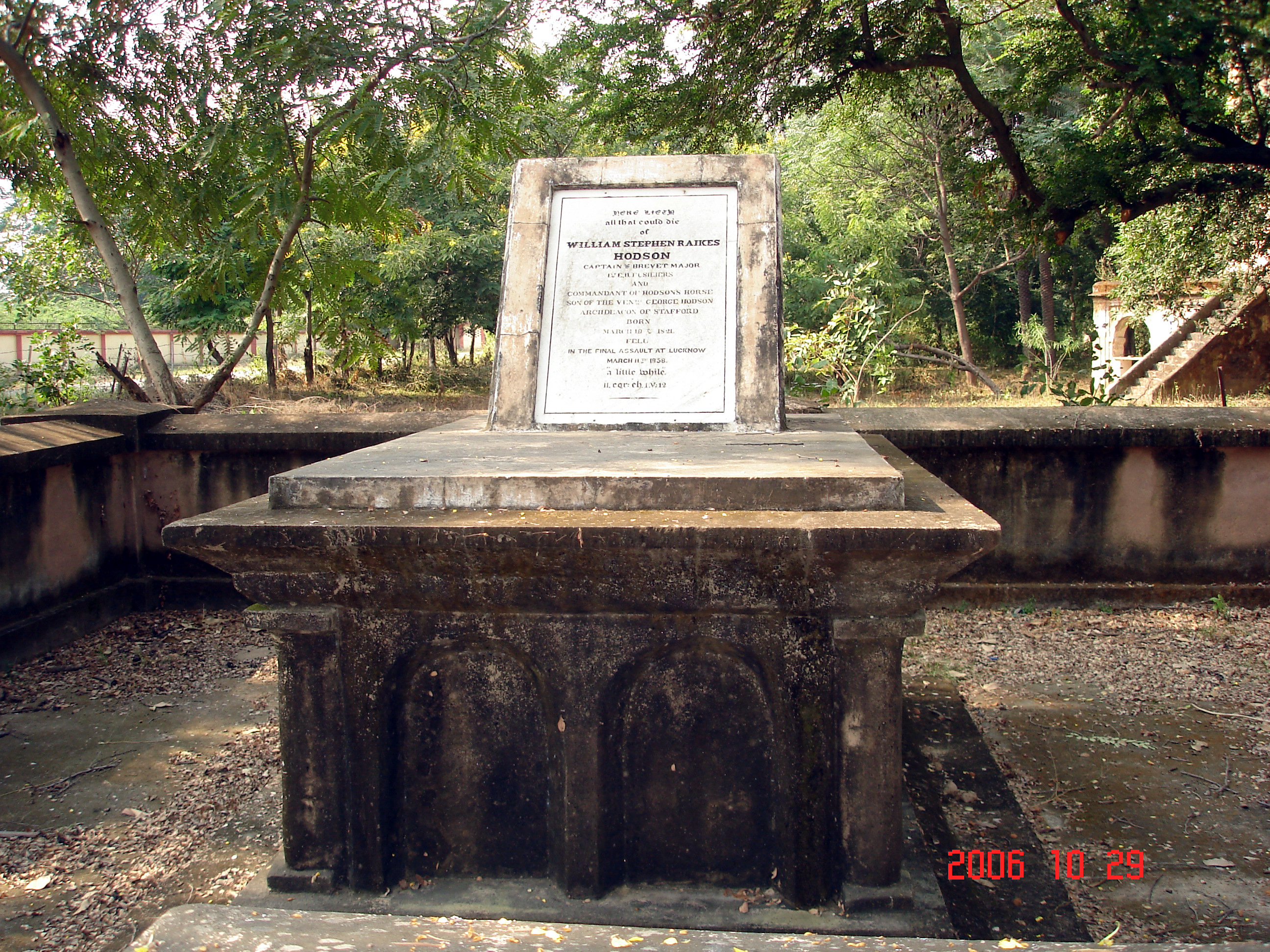
Grab von William Hodson im Park des La Martinière College in Lucknow

William Stephen Raikes Hodson (* 10. März 1821; † 11. März 1858 in Lucknow) war einer der britischen Offiziere, die maßgeblich an der Niederschlagung des Indischen Aufstands von 1857 beteiligt waren. Er galt seinen Zeitgenossen als hervorragender Reiter und herausragender Kämpfer. Er war jedoch nach der Rückeroberung Delhis maßgeblich an den grausamen Vergeltungsmaßnahmen der Briten an der indischen Bevölkerung beteiligt. Bekannt ist William Hodson, weil er den letzten Großmogul Indiens, Bahadur Shah Zafar II., nach dem Verrat durch seinen Schwiegersohn gefangen nahm. Zwei seiner Söhne sowie einer seiner Enkel wurden nach ihrer Gefangennahme von William Hodson sofort erschossen.

## Leben
William Hodson war der Sohn eines Pfarrers und anders als die meisten seiner britischen Mitoffiziere hatte er eine Universität, nämlich das Trinity College der Universität Cambridge, besucht. Er kam als Offizier des Heeres der Präsidentschaft Bengalen (Bengal Army) nach Indien, als dort die Sikh-Kriege geführt wurden. In Indien wurde er sehr schnell zum District commissioner in Amritsar ernannt. 1854 wurde Hodson jedoch seiner Ämter enthoben, weil ihm unterstellt wurde, dass er Regimentsgelder für seine Zwecke verwendet hatte. Er wurde später von den Vorwürfen freigesprochen. Ihm wurde jedoch unter anderem nachgesagt, einen indischen Geldverleiher umgebracht zu haben, dem er größere Geldsummen schuldete. Als der Indische Aufstand am 10. Mai 1857 ausbrach, wurden die Untersuchungen dieser Vorwürfe jedoch eingestellt. William Hodson galt als einer der Männer, die sich mit unerschrockener Bravour den Aufständischen entgegenstellten. Er war auch maßgeblich daran beteiligt, die Situation der aufständischen Truppen auszuspionieren, die Delhi besetzt hielten. Er erreichte den Rang eines Captain der Bengal Army und wurde im Januar 1858 als Brevet-Major der British Army ausgezeichnet. Er fiel bei der Erstürmung von Lucknow am 11. März 1858.

## Nachwirkung
Unter dem Eindruck der Morde an britischen Zivilpersonen während des Aufstands, verehrte die britische Bevölkerung William Hodson ähnlich wie den berüchtigten James Neill als eine der Personen, die eine berechtigte Rache an den Indern nahmen. Sehr früh mehrten sich allerdings auch kritische Stimmen. Insbesondere der zeitgenössische Historiograph Montgomery Martin verurteilte das Vorgehen von William Hodson scharf und bezeichnete ihn als einen Mann, der durch die Plünderung einfacher Landbevölkerung seinen Reichtum gemehrt habe.